# Речицький повіт (Російська імперія)
Речицький повіт — історична адміністративно-територіальна одиниця у складі Мінського намісництва, Мінської губернії та Білоруської РСР, яка існувала у 1796–1926 роках. Центр — повітове місто Речиця.
На півдні повіт межував із Київською, на сході - із Чернігівською та Могильовською (по ріці Дніпро), на півночі - із Бобруйським, а на заході - із Мозирським повітами Мінської губернії. 

## Адміністративний поділ
1913 року в повіті було 1 місто та 24 волості: 
- Автювацька
- Брагінська
- Василевицька
- Горвальська
- Домановицька
- Деражицька
- Дерновицька
- Дудицька
- Заспинська
- Йолчанська
- Карповицька
- Круковицька
- Лоєвська
- Малодушська
- Микулицька
- Наровлянська
- Оривецька
- Ровенсько-Слобідька
- Ручаєвська
- Савицька
- Хойницька
- Холмецька
- Юровицька
- місто Речиця із садибою Волоки, цегельними заводами Самовича, Щукіна, лісопильними заводами Валкінда, Кагана.

1886 року налічувалося 406 поселень - 1 місто (Речиця), 8 містечок (Брагин, Горваль, Калинковичі, Комарин, Лоєв, Наровля, Хойники, Холмеч) та 397 сіл.

## Історія
Повіт утворено 29 жовтня 1796 року на території, що увійшла до складу Чернігівського намісництва із долученням частки колишнього Київського воєводства. 12 грудня 1796 року намісництво перетворене на Малоросійську губернію. Проте вже 29 серпня 1797 року повіт передано до складу Мінської губернії. З 1919 по 1926 повіт входив до складу Гомельської губернії. 1926 року повіт ліквідовано і перетворено на Річицька округу.
Територія колишнього Речицького повіту входить до складу Гомельської області Білорусі (Брагінський, Лоєвський, Наровлянський, Речицький, Хойницький і частково Калинковицький та Мозирський райони). 

## Населення
За даними перепису 1897 року в повіті мешкало 221 771 особа. За національним складом: білоруси — 82,54 %; євреї — 12,8 %; українці — 1,67 %; росіяни — 1,45 % поляки — 1,1 %;. У повітовому місті Речиця проживало 9280 осіб